# Luís Alberto Silva dos Santos
Luís Alberto Silva dos Santos (Salvador, 17 november 1983) is een Braziliaans voormalig voetballer die als middenvelder speelde.

## Carrière
Alberto begon zijn carrière in 2003 bij EC Bahia en speelde tussen 2007 en 2008 voor AD São Caetano en Cruzeiro EC. Hij tekende in 2008 bij CD Nacional. In 4 jaar speelde hij er 81 competitiewedstrijden en scoorde 5 goals. Hij tekende in 2012 bij SC Braga. Hierna kwam hij uit voor CFR Cluj, Kashima Antlers en CD Tondela. Alberto beëindigde zijn spelersloopbaan in 2018.